# Язык тела
Язык тела — знаковые элементы поз и движений различных частей тела, при помощи которых осознанно или неосознанно передаются мысли, чувства и эмоции в процессе межличностной коммуникации. К языку тела, в том числе, относят мимику, жесты, непроизвольные движения, различные позы, походку.

## Виды языков тела
- язык тела, параллельно существующий и взаимодействующий с языком слов в коммуникативном акте (предмет изучения невербальной семиотики и многих других наук);
- жестовые языки, мало соотносящиеся с речью, — языки, созданные людьми с нарушениями слуха;
- язык пантомимы;
- ритуальные языки жестов;
- профессиональные жестовые языки и диалекты;
- жестовые изобразительные подсистемы языков театра и кино, языки танцев.

Наукой о языке тела и его частей является кинесика, наряду с паралингвистикой (наука о звуковых кодах невербальной коммуникации) её относят к центральной области невербальной семиотики — науке о невербальных знаковых системах.
Исследованиями в области невербальной коммуникации занимаются такие науки, как прикладная психология, этнография, история, педагогика, психолингвистика.

## Знаки разной природы
Коммуникативная деятельность в жизни человека играет одну из самых важных ролей. Способность речевой передачи сообщения отделяет людей от мира природы, но, оставаясь её частью, мы обладаем уникальной способностью бессознательно и сознательно читать язык тела друг друга: жесты, различные позы, произвольные и непроизвольные движения.
В 1963 выдающийся русский лингвист А. А. Реформатский, рассуждая о характере различных знаковых систем, описывал их взаимосвязь в одном коммуникативном акте. Он подчеркивал невозможность моделирования коммуникативных систем и самого мыслительного процесса без исследования, как невербальный текст соотносится с вербальным. А. А. Реформатский пришёл к выводу, что перекодирование информации не является единственно важным процессом в акте устного общения. При коммуникации происходит параллельная обработка знаковой информации различными системами: знаковые системы разной природы «как-то и конкурируют в принципе, но не накладываются друг на друга, а представляют собой более сложное соотношение» (Реформатский, 1963). Таким образом, язык тела как невербальная часть коммуникации, а иногда и единственная её часть (в случае искусственных жестовых языков, не соотносящихся с речью: «русский жестовый язык, амслен — знаковая система, используемая глухими в Северной Америке, америнд — «язык рук» глухих североамериканских индейцев, британский жестовый язык — язык глухих стран Британского содружества», языки глухих Италии, Швеции и многие другие) занимает исключительно важную позицию в истории культуры.

## История исследования
Наукой о языке тела принято считать кинесику, хотя в последнее время принято более узко специализировать объекты её исследования: учение о жестах рук, мимические жесты, жесты головы и ног, позы и знаковые телодвижения. Все эти единицы невербального общения объединяются в понятии «жест» (от лат. gestus «положение, поза, телодвижение»). Известный исследователь языка жестов А. Кендон, исследуя эволюцию этого термина, отмечал, что в римских трактатах о поведении ораторов — например, у Цицерона и Квинтилиана — «жест» определялся как правила использования возможностей своего тела, значимые движения рук, ног, корпуса и лица, что сближает данный термин с современным его употреблением — интерактивный знак повседневного невербального человеческого поведения.
Язык тела, занимая важную позицию в истории культуры, является предметом исследования риторики, медицины, психологии, педагогики, искусства, хиромантии (язык линий и бугорков рук), хирономии (искусства мануальной риторики) и физиогномики, учения о проявлении внутренних качеств человека в чертах и выражениях его лица.
Основные работы по исследованию языка тела
- Дж. Балвер одним из первых написал книгу о языке тела в 1644 г., где язык рук рассматривался как природное естественное образование, в отличие от искусственного придуманного языка слов.
- И. Каспар Лафатер, пастор из Цюриха, в 1792 г. опубликовал «Эссе по физиогномике», первое систематическое изучение движений тела, где подробно описано соотношение между выражениями лица человека, конфигурациями его тела и типами личностных свойств человека.
- Г. К. Лихтенберг, выдающийся немецкий учёный и писатель, основной оппонент Лафатера, в 1765 г. написал книгу, в которой критиковал его за слишком упрощенный подход к физиогномике: за стремление объяснить мир, исходя только из сознания, в отрыве от реального мира, от практической деятельности человека.
- Ч. Белл, анатом, нейрофизиолог, художник и хирург, одним из первых заинтересовался выражением эмоций на человеческом лице. В 1844 г. занимаясь исследованием в области функционального анализа нервной системы, он сделал вывод, что все сильные чувства сопровождаются изменением в дыхании и мускульной активности лица и корпуса под действием изменившихся моделей дыхания.
- Ч. Дарвин и Э. Кречмер в 1920 гг. проводили исследования по описанию связей между эмоциями человека, его характером и типом телосложения, связей между выражениями человеческого лица и смыслами данных невербальных единиц.
- Д. Бонифацио, Д. Батиста дела Порта и Ф. Бэкон в эпоху позднего ренессанса, время расцвета изучения языка тела, в 1616 г. в своих трактатах о невербальной коммуникации утверждали, что существует универсальный язык жестов, понятный всем народам, язык тела, который также говорит о характере и темпераменте отдельного человека.
- А. Кендон, Д. Моррис, Г. Крейдлин — современные исследователи языка жестов, которые уделяют больше внимание взаимодействию вербальных и невербальных кодов, а также особенностям языка тела отдельных культур.

## Язык тела и естественный язык
Глубинные процессы, лежащие в основании естественного языка и языка тела, в существенных отношениях аналогичны, что делает возможным их параллельное существование в коммуникативном акте. Далее приводятся факты, подтверждающие их сходство.
1. Каждый элемент невербального языка, как и элемент естественного языка, может стать единицей конвенционального соглашения и обрести контекстуальное значение, например, помахивание платочком, указательный и большой палец в кольце, приобретающие различные значения в зависимости от культуры стран.
2. В определенных условиях смысл от одного субъекта другому передается или только с помощью жестов, или только словами, или комбинацией тех и других знаков.
3. Жесты, как и языковые единицы, в большинстве своем являются символическими знаками, они образуют лексикон языка тела, и жестовые комбинации могут образовывать жестовые семиотические акты подобно речевым актам.
4. Многие жесты определенного языка могут быть переведены на соответствующий вербальный язык, а также на жестовый язык другой страны. Проблемы перевода, связанные с невербальным языком, в основном такие же, как у естественных языков.
5. Жестовое поведение людей меняется в пространстве, во времени, а также под действием экономических и культурных условий, что характерно для естественного языка.

Таким образом, параллельное существование жестового и естественного языка прослеживается довольно четко. Более того, исследования в этой области подтверждают, что их взаимодействие обогащает передачу смысла и эмоций, уточняет и усиливает значение информации, создавая яркие образы слов. Но, несмотря на наличие общих свойств, между языком тела и естественным языком имеются фундаментальные различия.
- Все естественные языки состоят из относительно стабильных и дискретных единиц, что не свойственно языку тела, где нет согласия относительно формы, значения и употребления невербальных единиц.
- Механизм невербальной референции устроен и действует по-другому: невербальные единицы обычно непосредственно обозначают свой денотат, то есть объект и его признаки — размер, форма, конкретные ситуации и объекты с актуальными пространственными категориями, когда языковые категории обслуживают несравненно большее количество идей, различных абстрактных понятий и категорий.
- Наконец, жестовые знаки воспринимаются глазами. В основном это визуальные знаки, наделенные особыми функциями: они не только описывают явления, объекты и свойства реального мира, но и изображают эти явления, указывают на них. Жестовые элементы, демонстративные по своей природе, выполняют в коммуникативном акте информативную, экспрессивную, регулятивную функции, а также изобразительную.

## Исторические примеры
- Во время переговоров о сепаратном мире между Германией и Россией немецкий генерал Макс Гофман в ответ на речи Троцкого молча ставил на стол ногу в сапоге[1].